# فهرست داوران بین‌المللی فیفا
فهرست داوران بین‌المللی فیفا فهرست جهانی داوران در ورزش فوتبال-گونه‌های مختلف در کنترل فیفا - فوتبال (فوتبال روی چمن), فوتسال و فوتبال ساحلی است. اعضای این فهرست واجد شرایط قضاوت در سطح بین‌المللی هستند و می‌توانند نشان فیفا را بر یونیفرم شان نصب کنند. هر داور باید در ۱ ژانویه حداقل ۲۵ سال داشته باشد تا در آن سال در فهرست قرار داده شود. کمک داورها باید اقلاً ۲۳ سال داشته باشند. فیفا محدودیت حداکثر سن را در سال ۲۰۱۴ برداشت.
|                            |  |  |  |
| علایم بازوبند فیفا از ۲۰۱۹ |  |  |  |